# Wereldkampioenschappen noords skiën 1995
De wereldkampioenschappen noords skiën 1995 werden van 9 maart tot en met 19 maart 1995 gehouden in Thunder Bay, Canada. Dit was de tweede keer dat het wereldkampioenschap buiten Europas werd gehouden (de eerste keer was in de VS steden Lake Placid, New York en Rumford, Maine in 1950). Het onderdeel Noordse combinatie team was veranderd van een 3 x 10 km estafette naar een 4 x 5 km estafette op dit kampioenschap.

## Medailles

### Langlaufen

#### Mannen
| Onderdeel                           | Goud | Goud                                                      | Zilver | Zilver                                                       | Brons | Brons                                                  |
| ----------------------------------- | ---- | --------------------------------------------------------- | ------ | ------------------------------------------------------------ | ----- | ------------------------------------------------------ |
| 10 km klassiek                      | KAZ  | Vladimir Smirnov                                          | NOR    | Bjørn Dæhlie                                                 | FIN   | Mika Myllylä                                           |
| 10 km + 15 km dubbele achtervolging | KAZ  | Vladimir Smirnov                                          | ITA    | Silvio Fauner                                                | FIN   | Jari Isometsä                                          |
| 30 km klassiek                      | KAZ  | Vladimir Smirnov                                          | NOR    | Bjørn Dæhlie                                                 | RUS   | Aleksej Prokoerorov                                    |
| 50 km vrije stijl                   | ITA  | Silvio Fauner                                             | NOR    | Bjørn Dæhlie                                                 | KAZ   | Vladimir Smirnov                                       |
|                                     |      |                                                           |        |                                                              |       |                                                        |
| 4 × 10 km estafette                 | NOR  | Sture Sivertsen Erling Jevne Bjørn Dæhlie Thomas Alsgaard | FIN    | Karri Hietamäki Harri Kirvesniemi Jari Räsänen Jari Isometsä | ITA   | Fulvio Valbusa Marco Albarello Fabio Maj Silvio Fauner |

#### Vrouwen
| Onderdeel                          | Goud | Goud                                                        | Zilver | Zilver                                                                 | Brons | Brons                                                               |
| ---------------------------------- | ---- | ----------------------------------------------------------- | ------ | ---------------------------------------------------------------------- | ----- | ------------------------------------------------------------------- |
| 5 km klassiek                      | RUS  | Larisa Lazoetina                                            | RUS    | Nina Gavriljoek                                                        | ITA   | Manuela Di Centa                                                    |
| 5 km + 10 km dubbele achtervolging | RUS  | Larisa Lazoetina                                            | RUS    | Nina Gavriljoek                                                        | RUS   | Olga Danilova                                                       |
| 15 km klassiek                     | RUS  | Larisa Lazoetina                                            | RUS    | Jelena Välbe                                                           | NOR   | Inger Helene Nybråten                                               |
| 30 km vrije stijl                  | RUS  | Jelena Välbe                                                | ITA    | Manuela Di Centa                                                       | SWE   | Antonina Ordina                                                     |
|                                    |      |                                                             |        |                                                                        |       |                                                                     |
| 4 × 5 km estafette                 | RUS  | Olga Danilova Jelena Välbe Larisa Lazoetina Nina Gavriljoek | NOR    | Marit Mikkelsplass Inger Helene Nybråten Elin Nilsen Anita Moen-Guidon | SWE   | Anna Frithioff Marie-Helene Östlund Antonina Ordina Anette Fanqvist |

### Noordse combinatie
| Onderdeel       | Goud | Goud                                                      | Zilver | Zilver                                                               | Brons | Brons                                                     |
| --------------- | ---- | --------------------------------------------------------- | ------ | -------------------------------------------------------------------- | ----- | --------------------------------------------------------- |
| 15 km Gundersen | NOR  | Fred Børre Lundberg                                       | FIN    | Jari Mantila                                                         | FRA   | Sylvain Guillaume                                         |
|                 |      |                                                           |        |                                                                      |       |                                                           |
| 4 x 5 km team   | JPN  | Masashi Abe Tsugiharu Ogiwara Kenji Ogiwara Takanori Kono | NOR    | Halldor Skard Bjarte Engen Vik Knut Tore Apeland Fred Børre Lundberg | SUI   | Markus Wüst Armin Krugel Stefan Wittwer Jean-Yves Cuendet |

### Schansspringen

#### Mannen
| Onderdeel         | Goud | Goud                                                       | Zilver | Zilver                                                  | Brons | Brons                                                     |
| ----------------- | ---- | ---------------------------------------------------------- | ------ | ------------------------------------------------------- | ----- | --------------------------------------------------------- |
| Normale schans    | JPN  | Takanobu Okabe                                             | JPN    | Hiroya Saito                                            | FIN   | Mika Laitinen                                             |
| Grote schans      | NOR  | Tommy Ingebrigtsen                                         | AUT    | Andreas Goldberger                                      | GER   | Jens Weißflog                                             |
| Team grote schans | FIN  | Jani Soininen Janne Ahonen Mika Laitinen Ari-Pekka Nikkola | GER    | Jens Weißflog Gerd Siegmund Hansjörg Jäkle Dieter Thoma | JPN   | Takanobu Okabe Hiroya Saito Hansjörg Jäkle Naoki Yasuzaki |

### Medailleklassement
| Plaats | Land        | Goud | Zilver | Brons | Totaal |
| 1      | Rusland     | 5    | 3      | 2     | 10     |
| 2      | Noorwegen   | 3    | 5      | 1     | 9      |
| 3      | Kazachstan  | 3    | 0      | 1     | 4      |
| 4      | Japan       | 2    | 1      | 1     | 4      |
| 5      | Finland     | 1    | 2      | 3     | 6      |
| 6      | Italië      | 1    | 2      | 2     | 5      |
| 7      | Duitsland   | 0    | 1      | 1     | 2      |
| 8      | Oostenrijk  | 0    | 1      | 0     | 1      |
| 9      | Zweden      | 0    | 0      | 2     | 2      |
| 10     | Frankrijk   | 0    | 0      | 1     | 1      |
| 10     | Zwitserland | 0    | 0      | 1     | 1      |
| Totaal | Totaal      | 15   | 15     | 15    | 45     |